# Хитна 94
Хитна 94 је хрватска драмска серија. Снимљена је у продукцији телевизије Нова и првобитно приказивана у Хрватској у јесен 2008. године, али је уклоњена са програма после 9 епизода, да би се поново приказивала у јесен 2009. године. Телевизија Б92 је откупила право приказивања ове серије на територији Србије. Приказано је свих 16 епизода прве сезоне, а најављена је и друга.

## Ликови
| Име лика           | Занимање                 | Глуми га/је           |
| ------------------ | ------------------------ | --------------------- |
| др Томислав Матић  | шеф хитне службе         | Ален Ливерић          |
| др Зоран Шимић     | педијатар                | Саша Аночић           |
| др Ивона Златар    | специјализант            | Јелена Перчин         |
| др Роберт Шибл     | специјализант            | Озрен Опачић          |
| др Бојан Перасовић | специјализант            | Анте Крстуловић       |
| др Мартина Ковач   | специјализант            | Тена Гајски           |
| др Анита Лончар    | шефица хирургије         | Весна Томинац Матачић |
| Весна Посавец      | главна медицинска сестра | Петра Дуганџић        |
| др Тин Посавец     | анестезиолог             | Хрвоје Баришић        |
| др Сара Катанић    | доктор опште праксе      | Сандра Лончаревић     |
| Јасна Банић        | медицинска сестра        | Луција Шербеџија      |